# 巴克蘭山

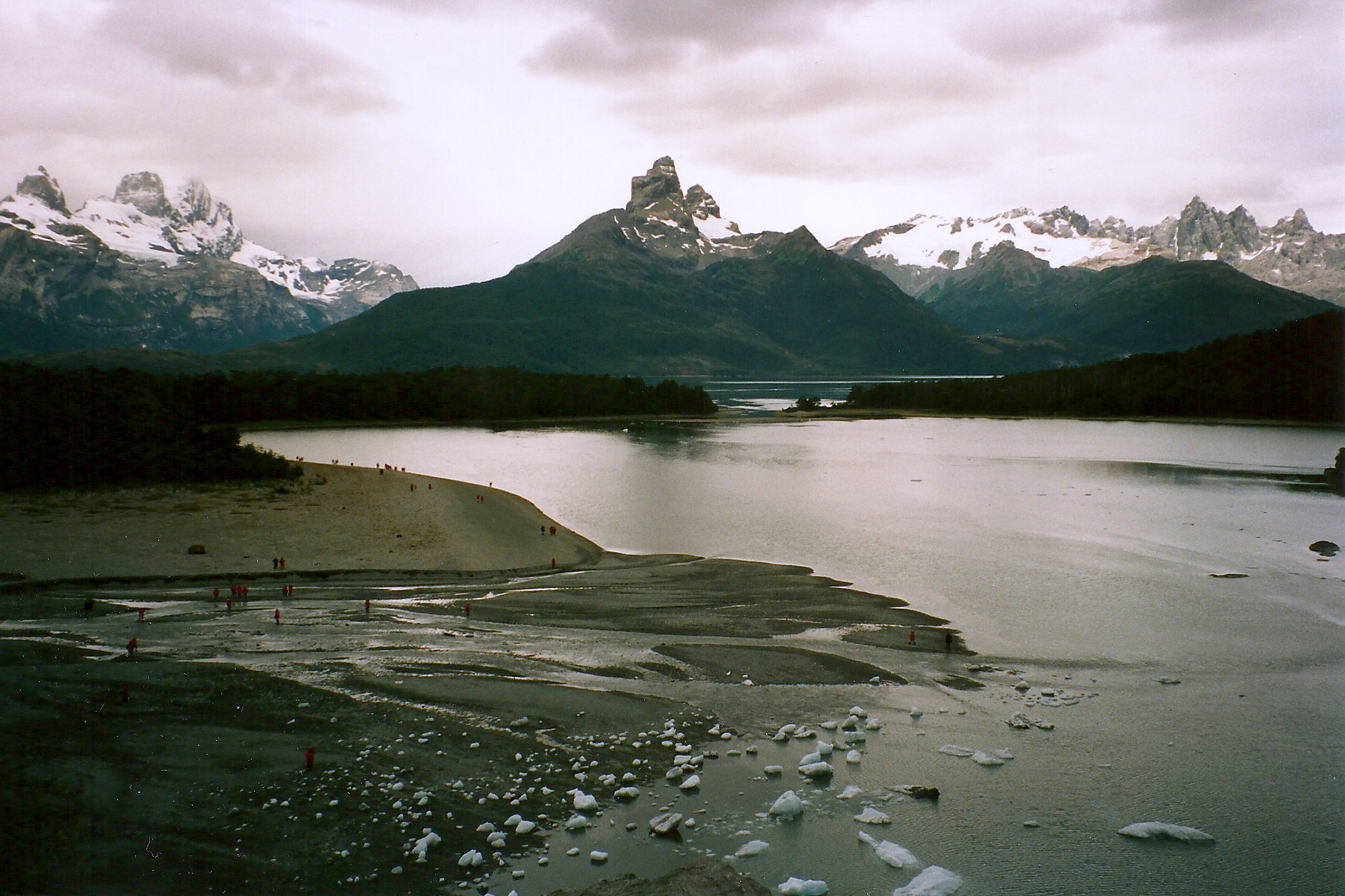

54°22′36″S 70°21′41″W / 54.37667°S 70.36139°W
巴克蘭山（西班牙語：Monte Buckland）是智利的山峰，位於該國南部麥哲倫-智利南極大區的火地省，屬於安地斯山脈中達爾文山脈的一部分，海拔高度1,746米，人類在1966年首次登頂。